# Жижи Ібрагім

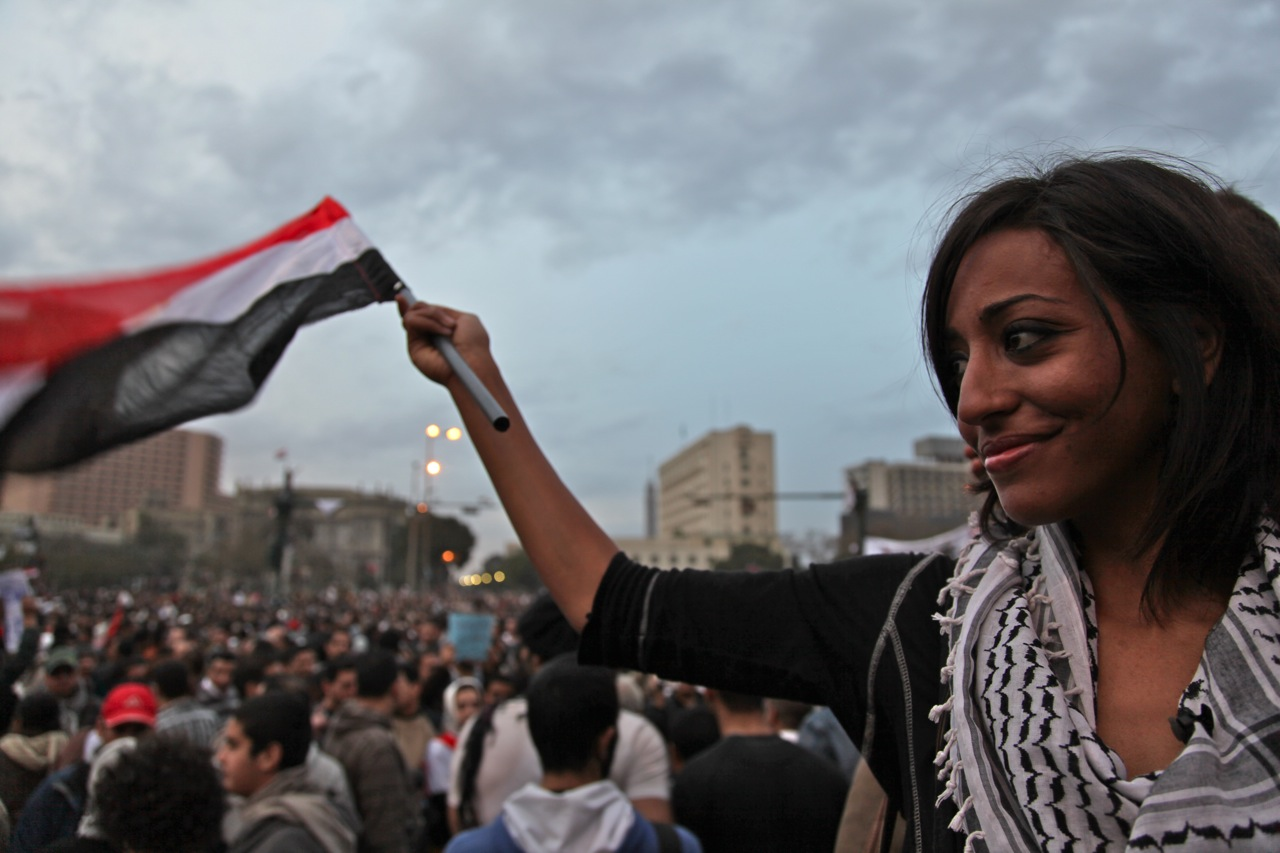
Жижи Ібрагім на площі Тахрір 3 лютого 2011 року

Жижи Ібрагім (повне ім'я Жіхан Ібрагім; англ. Gigi Ibrahim, араб. جيجي إبراهيم) — єгипетська активістка соціалістичного руху, журналістка і блогер. Вона є яскравою представницею нового покоління «громадянських журналістів», які використовували соціальні мережі для інформування про події на площі Тахрір в ході революційних подій в Єгипті у 2011 році.

## Діяльність
З 14-річного віку жила в США (у 2002—2008 роках), де брала участь в антивоєнних протестах і групі, яка виступала проти закону про імміграцію і допомагала переслідуваним поліцією мігрантам. Закінчила Американський університет в Каїрі, отримала науковий ступінь за спеціальністю «політологія».
До вступу в університет Жижи Ібрагім не була пов'язана з робочим рухом і протестами опозиції. Вона була залучена в лівий рух завдяки курсу лекцій «Соціальна мобілізація в умовах авторитарного режиму», прочитаному журналістом і активістом-троцькістом Хоссамом ель-Хамалави. Який згодом став її чоловіком.
Вступивши в групу «Революційні соціалісти», єгипетську секцію кліффіанского інтернаціоналу Міжнародна соціалістична тенденція, Жижи Ібрагім брала
участь у політичних демонстраціях 2009—2010 років. Була в числі ініціаторів зборів на площі Тахрір 25 січня 2011 року, що стали каталізатором масового народного руху проти Хосні Мубарака.
Разом з тим, вона критикувала опозиційних активістів на зразок Ваїля Гнана, які закликали народ розходитися після оголошення про усунення президента, і вимагала системних змін у соціально-економічній і політичній системі Єгипту, припинення поліцейського свавілля і деприватизацію підприємств з передачею їх у руки робітників.
Фотографії Жижи Ібрагім і ряду інших «фейсбучних революціонерів» були поміщені на обкладинку журналу «Тайм» в якості «лідерів площі Тахрір». Згодом Жижи Ібрагім висловлювала свою солідарність з низкою соціальних рухів за кордоном, зокрема, була присутня на протестах студентів у Великій Британії.